# ديفينسينزيا
الديڤينسينزيا (Devincenzia pozzi) هو طائر عملاق مفترس لا يطير منقرض من فصيلة طيور الرعب، عاش في الأرجنتين والأوروجواي من 5 إلى 7 ملايين سنة مضت خلال الميوسين المتأخر، الديڤينسينزيا كان معروف سابقًا باسم Onactornis pozzi، كان طوله يصل إلى 2.5 متر.

## وصلات خارجية
- Genus Taxonomy.